# 蔚泰厚票号旧址
蔚泰厚票号旧址是一座清代古建筑，位于山西省晋中市平遥县古城内西大街36号，坐南朝北，前后三进院落。西侧紧邻西大街38号日昇昌旧址。此处为平遥的第二家票号蔚泰厚票号的总号，成立于1826年，曾在全国各地设分号33处。1921年歇业。
2003年1月15日，蔚泰厚票号旧址授予晋中市文物保护单位。